# Sonnenkult
Sonnenkult oder Sonnenverehrung (auch Sonnenreligion oder Sonnenanbetung) beschreibt eine Religion oder einen Kult, dessen zentrales Motiv der Orientierung oder Anbetung die Sonne ist. Dabei repräsentiert das physische Zentralgestirn des Sonnensystems die oberste Gottheit, z. B. in Form eines personifizierten Sonnengottes, oder die höchste Kraft der jeweiligen Kosmologie.

## Geschichte

### Altes Ägypten

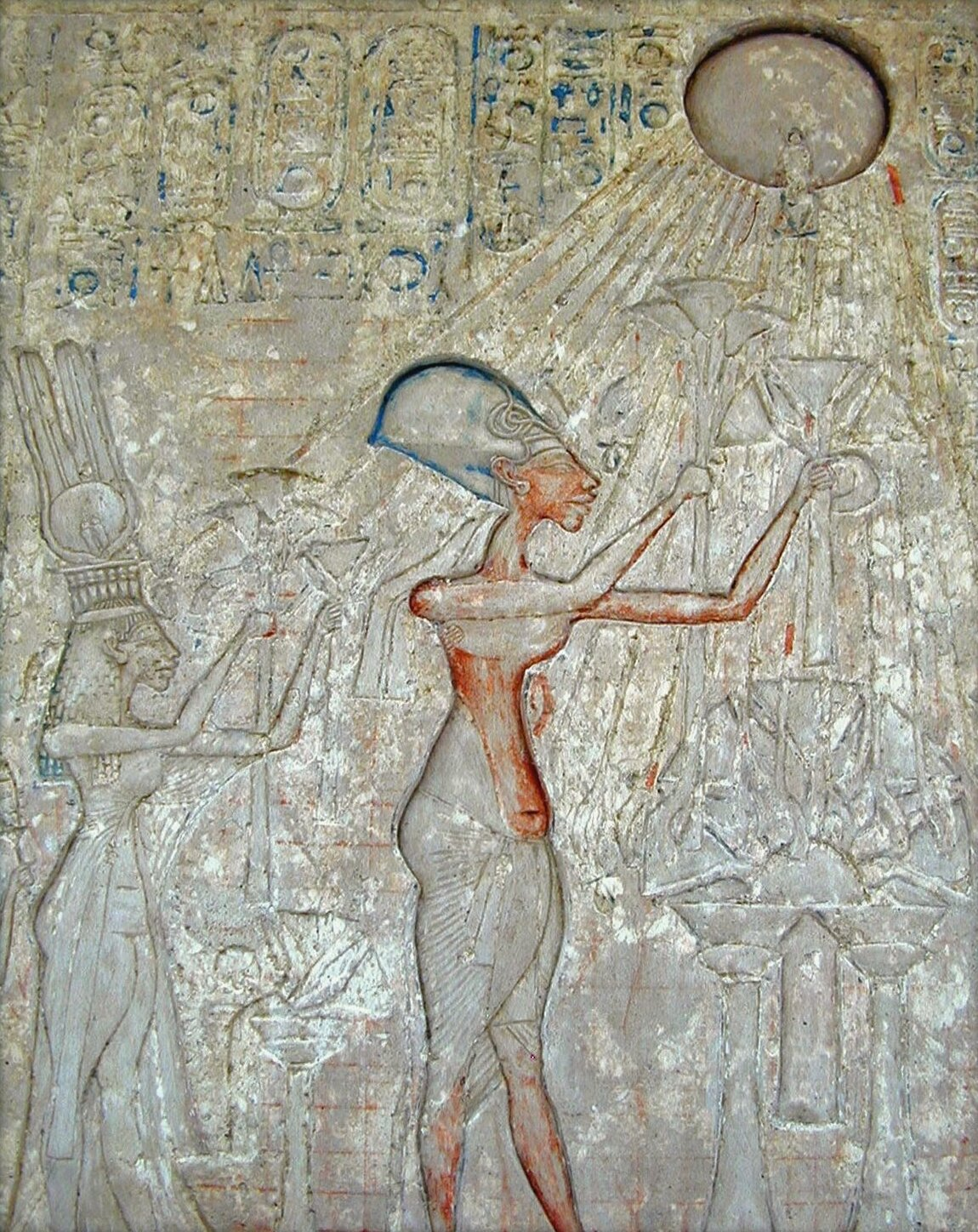
Echnaton mit Familie in Anbetung von Aton und Darbringen von Opfergaben

Die Sonne war im alten Ägypten in Form von Re/Ra lange Zeit oberste Gottheit. Zum Teil wurde sie als rechtes Auge des Himmelsherrn Horus (Sonnenauge) oder als selbständiger Weltkörper angesehen. Es gab die Vorstellung, dass die Sonne eine linsenförmige Scheibe sei. Andere meinten, die Sonne sei eine rote, glühende Scheibe, die in einer Sonnenbarke den Himmel befahre. Sie spiegelte aber auch den Lebenszyklus eines Ägypters wider: Die Sonne wurde als Kind am Morgen geboren (Chepre), war am Mittag im besten Mannesalter (Re) und starb am Abend als Greis (Atum).
Später wurde angenommen, dass die Sonne in jeder Stunde, an der sie sichtbar war, eine andere Gestalt annehmen könne, beispielsweise vom Kind über den Mann mit Widder- und Falkenkopf bis hin zum Greis in Affen-, Löwen- und dann wieder Widder- und Falkengestalt.
Die Anbetung der Sonne ist nach Ansicht einiger Forscher ein möglicher Ursprung des Monotheismus. In der ägyptischen 18. Dynastie, nach der Vertreibung der Hyksos, gab es für kurze Zeit einen durch Pharao Amenophis IV., besser bekannt als Echnaton (ca. 1351–1334 v. Chr.), eingeführten Aton-Kult. Hier war die Sonnenscheibe das Symbol des einen Gottes Aton, der alle anderen ägyptischen Gottheiten ablöste (siehe auch Achet-Aton).
Siehe auch:
- Sonnenheiligtum des Niuserre
- Sonnenheiligtum des Menkauhor

### Bronzezeit

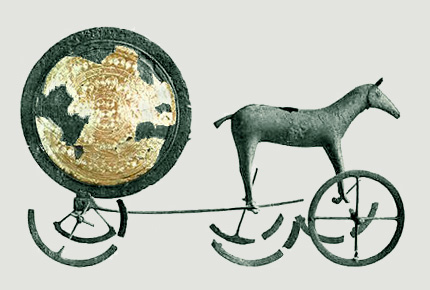
Der Sonnenwagen von Trundholm (Bronzezeit, um 1400 v. Chr.)

Das jungsteinzeitliche Stonehenge als Beobachtungseinrichtung wurde nach den Wendepunkten der Sonne ausgerichtet und mindestens bis in die Bronzezeit genutzt.
Die Himmelsscheibe von Nebra zeigt angeblich eine Sonnenbarke. Die vergoldete Scheibe des Sonnenwagens von Trundholm, die Goldscheibe von Moordorf sowie diverse bronzezeitliche Radkreuz-Symbole werden ebenfalls als sakrale Darstellungen der Sonne interpretiert. Die Künstler der Bronzezeit sollen dabei möglicherweise in Teilen sakrale Elemente anderer Kulturen, wie die Sonnenbarke der ägyptischen Mythologie, aufgenommen haben.

### Germanen und Kelten
In der Religion der Germanen galten die Sonnenfeste wie Mittsommerfest und Mittwinterfest als hohe Feiertage. In der nordischen Mythologie ist die Sonne als Sonnengöttin Sol, eine von vielen Gottheiten, personifiziert.
Die Feste der Kelten waren eher mondbezogen (vgl. hierzu Colignykalender). Bei den Kelten waren es angeblich die Druiden, die großes astronomisches Wissen besessen haben und die Sonne genau beobachtet haben sollen.

### Antike
Die Griechen verehrten den Sonnengott Helios, der im Osten aus dem Ozean auftauchte, über den Himmel wanderte und abends wieder im Meer versank (Homer, Odyssee 3,1). Der berühmte Koloss von Rhodos soll Helios dargestellt haben, dennoch blieb seine Bedeutung insgesamt eher begrenzt.
Im Rom der Kaiserzeit war der Sonnengott Sol Invictus höchst populär. Im dritten Jahrhundert nach Christus wurde dieser Kult, der henotheistischen Charakter trug, von einer Reihe von Kaisern (vor allem Aurelian) stark gefördert und fast zu einer Staatsreligion erhoben. Damals wurde der Sonntag (dies solis) zum allgemeinen Feiertag erklärt – woran man auch in christlicher Zeit festhielt, um sich vom jüdischen Sabbat abzugrenzen. Auch Konstantin der Große war vor seiner Konversion zum Christentum wie sein Vater ein Anhänger des Sonnengottes gewesen. Zahlreiche Elemente dieser Religion wurden von den Christen übernommen – angefangen mit der Licht- und Finsternismetaphorik bis hin zum Weihnachtstermin: Der 25. Dezember war zuvor als Geburtstag des Sonnengottes bzw. von Mithras gefeiert worden.
Im Manichäismus wurden Sonne und Mond als himmlische Fahrzeuge verehrt, die das Licht aus der Finsternis wieder in das Lichtland zurückbringen. Sowohl theologische Traktate als auch Hymnen an die Sonne aus dem 3. Jahrhundert n. Chr. zeugen von ihrer großen Wertstellung und Verehrung.
Auch nach der Durchsetzung des Christentums hielt sich der Kult des Sol Invictus bis zum Ende der Spätantike. Einer der letzten großen Tempel (im syrischen Baalbek) wurde erst 554 n. Chr. unter Justinian I. zerstört.
Für die christlich-abendländische Kultur bedeutsam ist die Übereinstimmung des Sol-Feiertags am 25. Dezember mit dem christlichen Weihnachtsfest und seiner Nähe zu den Saturnalien. Die Festschreibung des Geburtstages Christi auf den 25. Dezember geschah kirchlicherseits in der ersten Hälfte des 4. Jahrhunderts, nach der konstantinischen Wende, am Vorabend des Mittelalters. Der wirkliche Geburtstag Jesu von Nazareth ist unbekannt.

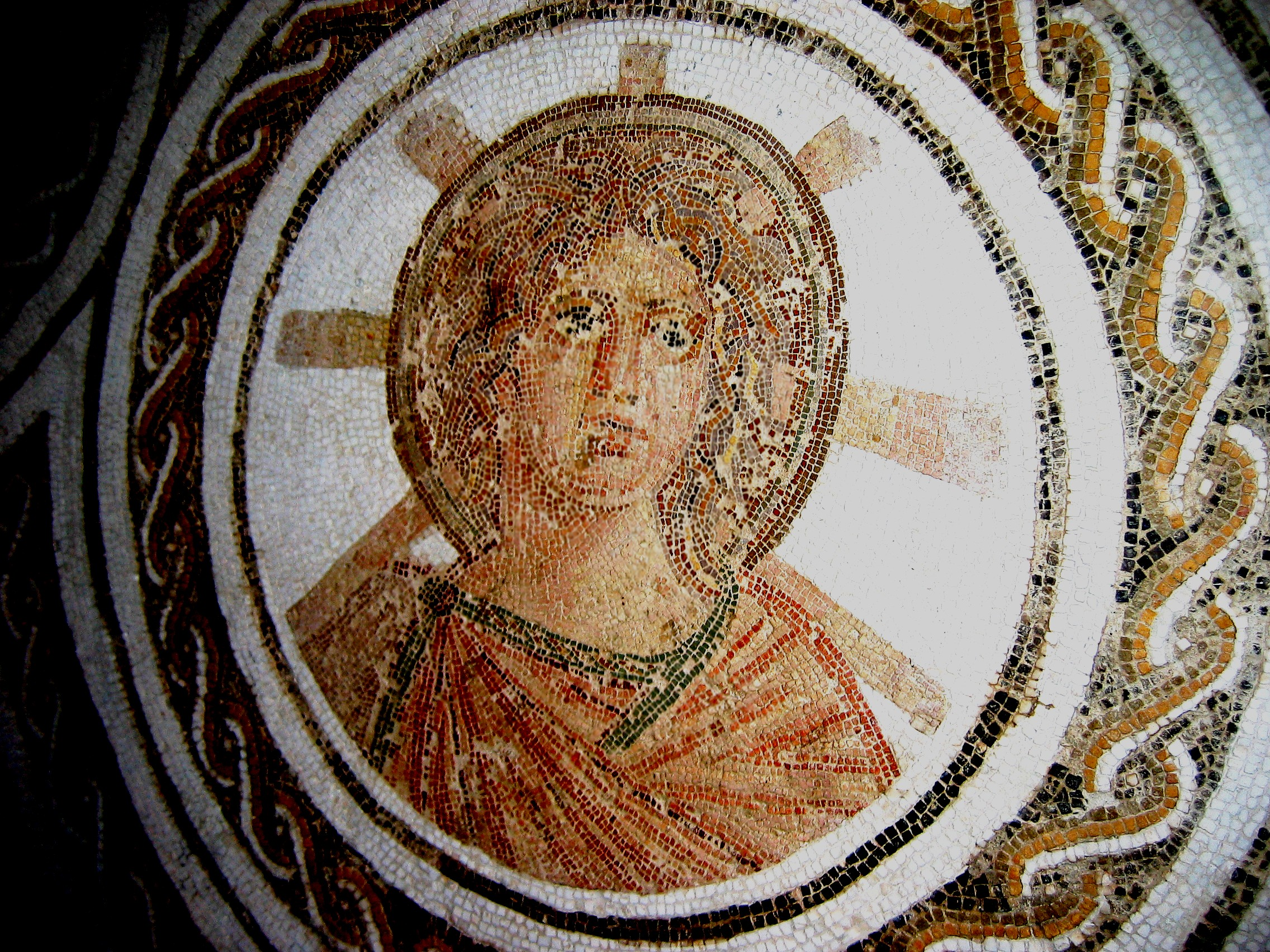
Apollon-Sol mit siebenstrahliger Gloriole des Helios, römisches Bodenmosaik, Tunesien, spätes 2. Jahrhundert
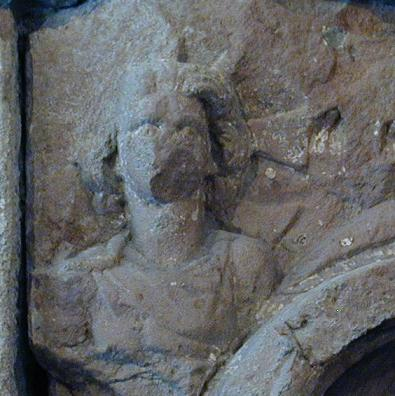
Sol Invictus Mithras im Mithrasrelief von Heidelberg-Neuenheim, 2. Jahrhundert, Badisches Landesmuseum
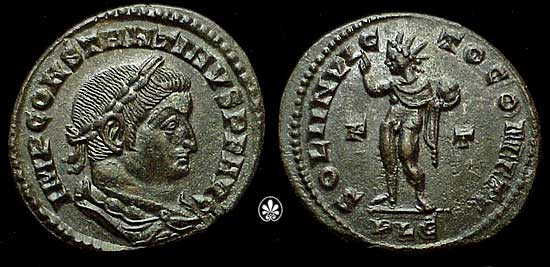
Konstantin der Große 307-337 als Sol invictus. Geprägt ca. 309-310 in Lugdunum. Sol stehend mit dem Gesicht nach rechts, rechte Hand erhoben, den Globus in der linken.
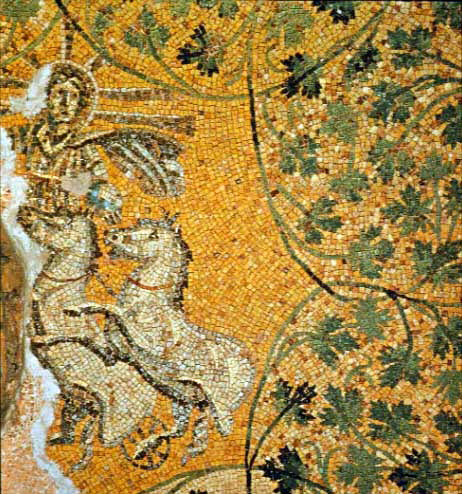
Mosaik des Christus als Sol Invictus in der vatikanischen Nekropole, 3. Jahrhundert

## Gegenwart
In manchen esoterischen Bewegungen erlangt die Sonne eine große Bedeutung. Im Neuheidentum gibt es Versuche, Sonnenkulte zu rekonstruieren, so wird im nordisch-germanisch ausgerichteten Neuheidentum zum Beispiel das Julfest als Fest der Wintersonnenwende gefeiert. Der rechtsextreme Armanen-Orden pflegt einen sogenannten nordischen Sonnenkult.
Am Tag des Telfer Schleicherlaufens wird in der Früh die Sonne angebetet um für gutes Wetter zu sorgen.